# Limburgse Land- en Tuinbouwbond

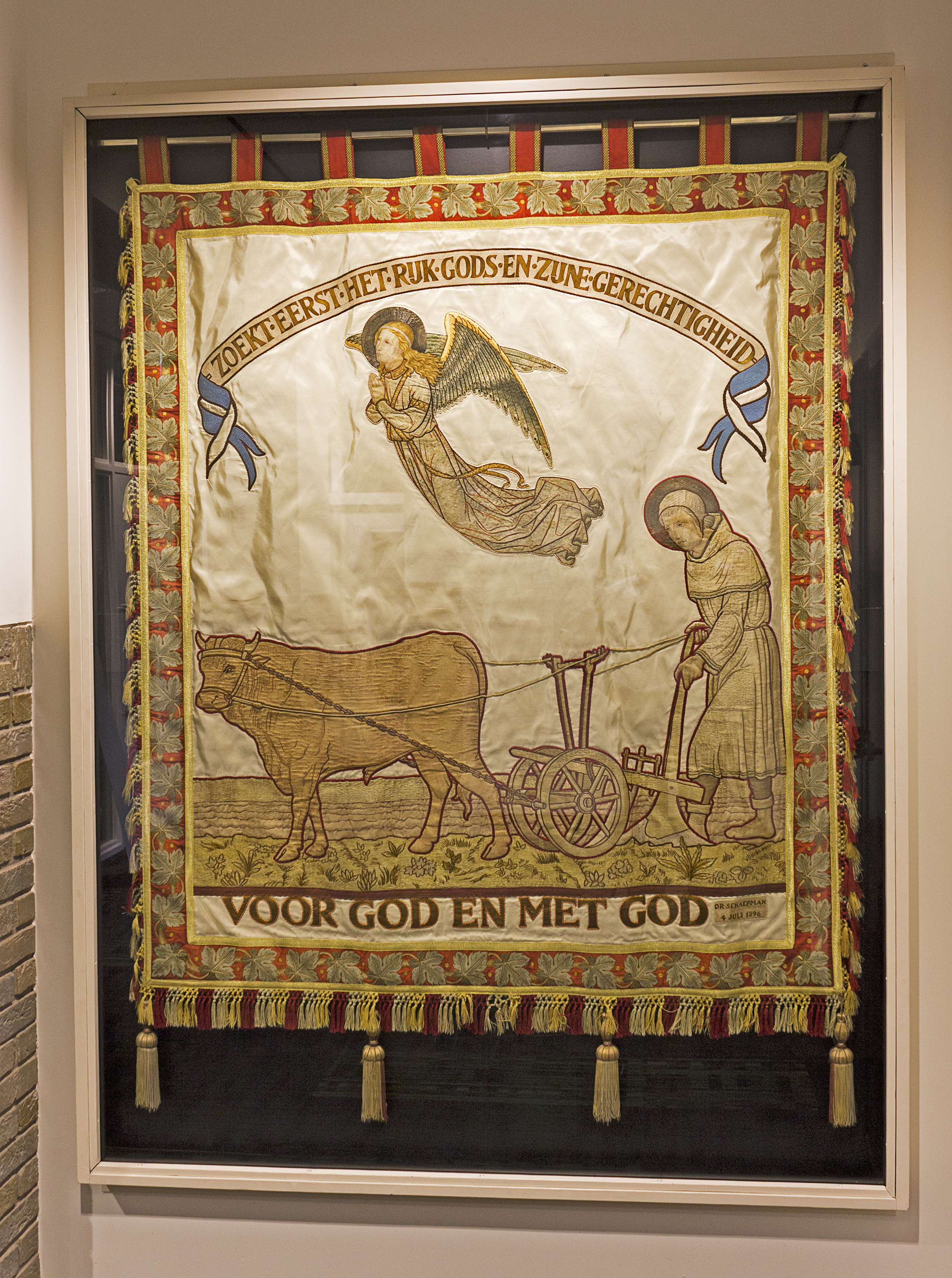
LLTB vaandel Landbouwhuis Roermond. Op 19 februari 1914 werd het 12,5-jarig bestaan herdacht in een algemene vergadering. De bond verwierf bij dit feest een vaandel dat onder de leuze "voor God en met God" en "één voor allen en allen voor één", voortaan als symbool van eenheid en kracht zou gelden.

De Limburgse Land- en Tuinbouwbond (LLTB) is de belangenorganisatie voor boeren en tuinders in de Nederlandse provincie Limburg en is de grootste land- en tuinbouworganisatie in deze provincie. De vereniging vertegenwoordigt alle agrarische sectoren: akkerbouw, tuinbouw (zowel open- als bedekte teelten), fruitteelt, boomteelt, vaste plantenteelt, rundveehouderij, schapenhouderij, geitenhouderij, varkenshouderij, pluimveehouderij en paardenhouderij. De LLTB is ook actief voor zorgboerderijen (via Coöperatie Limburgse Zorgboeren) en natuurbeheer door boeren (via Natuurrijk Limburg). Het agrarisch adviesbureau Arvalis is een dochterbedrijf van de LLTB en is gevestigd in Roermond, Venlo, Nuth en Deurne.
Léon Faassen (Reuver) werd op 1 december 2014 voorzitter van de LLTB. Op 17 november 2022 werd Thijs Rompelberg (Eijsden) benoemd tot voorzitter van de LLTB. Hij nam het stokje over van Léon Faassen. Bas Boots (Weert) werd per 1 juli 2016 benoemd tot algemeen directeur. De vereniging werd opgericht op dinsdag 10 november 1896 in Roermond. Het hoofdkwartier is gevestigd in het voormalige Ursulinenklooster en het Landbouwhuis in Roermond. Het voormalige klooster en Landbouwhuis maken deel uit van het Ondernemersplein Limburg te Roermond.
Samen met collega-organisaties ZLTO en LTO Noord vormt de LLTB de agrarische koepelorganisatie LTO Nederland.

## Historie

Oprichtingsnotulen 10 november 1896 van de Limburgsche Christelijke Boerenbond (LLTB)

Op dinsdag 10 november 1896 werd de Limburgsche Christelijke Boerenbond (LCB) opgericht, de directe voorloper van de LLTB.  Met algemene stemmen werd "boerenkoning" Jan Truijen benoemd als eerste voorzitter van de vereniging. Dit was echter niet de eerste Limburgse landbouworganisatie. De eerste Limburgse organisatie voor agrariërs was de Limburgsche Landbouw-commissie uit 1818, een op last van de overheid opgerichte organisatie ter bevordering van de landbouw. In 1849 werd de Maatschappij van Landbouw opgericht en in 1901 werd die Maatschappij overgenomen door de Limburgsche Christelijke Boerenbond, die vanaf toen verder ging onder de naam Limburgsche Landbouwbond. In 1919 werd de naam gewijzigd in Limburgsche Land- en Tuinbouwbond.

### Bondsbestuur (hoofdbestuur)
Bij zijn oprichting in 1896 werd de bond bestuurd door het bondsbestuur (hoofdbestuur) en de bondsvergadering (algemene vergadering). De bondsvergadering was belast met het instellen van commissies en het beslissen in zaken die niet aan anderen waren toegewezen. Het bondsbestuur was belast met het opstellen van een beredeneerd verslag van de toestand van de landbouw en van de landbouwbond, het verstrekken van adviezen over landbouw aan Gedeputeerde Staten, het steunen van de afdelingen, de zorg voor de orde in de bond, het benoemen van commissieleden, het toezicht op degenen die met beheer belast waren, en het uitbrengen van verslag aan de bondsvergadering. In 1906 kreeg de bond voor het eerst een dagelijks bestuur. Dat was belast met de benoeming van commissieleden en bestuursleden van de brandverzekering. In 1919 werd een nieuw dagelijks bestuur gevormd, dat een ruimere bevoegdheid kreeg en ook ging functioneren als raad van toezicht van de aan- en verkooporganisatie Landbouwbelang. In dat jaar werden ook de statuten herzien.
Pas in 1930 werd in de statuten opgenomen dat het dagelijks bestuur gevormd werd door de voorzitter en de ondervoorzitters als leden, met de geestelijk adviseur, directeur en secretaris als adviserende leden, maar de taak werd niet omschreven. Vanaf 1930 werd de samenstelling van het dagelijks bestuur vermeld in de jaarverslagen. Tot 1942 bleef deze organisatieopbouw van kracht, zij het dat de bevoegdheden van het dagelijks bestuur toenamen, terwijl die van de algemene vergadering afnamen. In 1938 waren de voornaamste taken van de algemene vergadering het vaststellen van de begroting en de rekening en verantwoording, het goedkeuren van de werkzaamheden van het bondsbestuur, het behandelen van voorstellen van afdelingen en kringen, het oprichten van instellingen en commissies, en het bespreken van algemene problemen. Alle andere taken kwamen toe aan het hoofd- en dagelijks bestuur.
In 1901 werd het bondsbestuur gevormd door de voorzitters van de tien afdelingen (de latere kringen), de gekozen voorzitter en drie vertegenwoordigers van de Provincie Limburg met adviserende stem. De bondsvergadering werd gevormd door de voorzitters van de onderafdelingen (de latere afdelingen) en de bondsvoorzitter. Deze toestand bleef bestaan tot 1942.

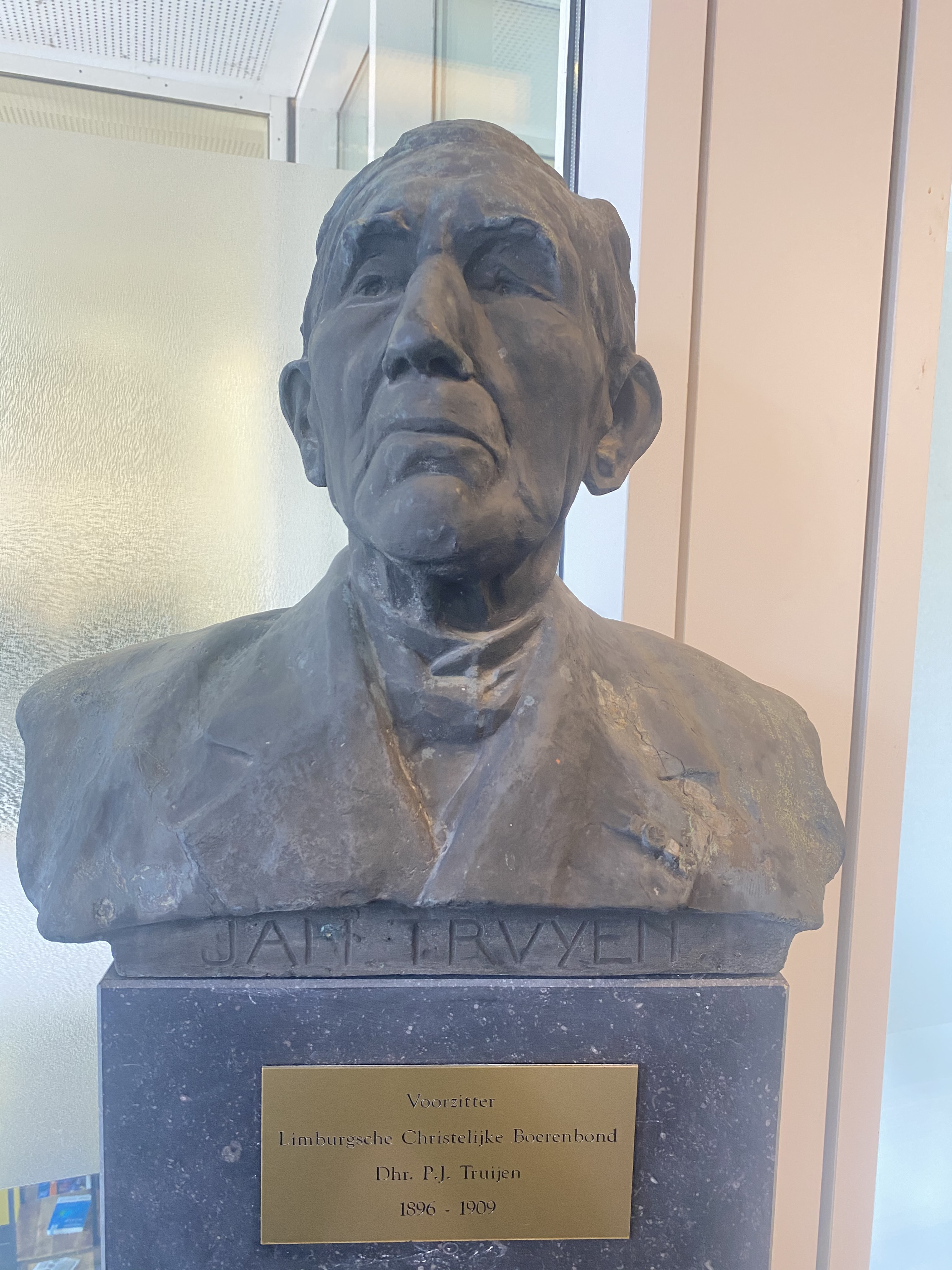
Jan Truijen, 1896

### Bondsapparaat
In de tussentijd werkte de LLTB ook aan de uitbreiding van het bondsapparaat. In 1900 had de Limburgschen Boerenbond al een aantal instellingen opgericht, namelijk Boerenleenbanken, een aan- en verkoopcommissie (het latere Landbouwbelang), en enkele verzekeringen. Bij de fusie gingen deze instellingen over naar de Limburgsche Landbouwbond. De uitbouw van de organisatie ging snel. In 1926 had de LLTB al een groot aantal commissies. Ook was de organisatie uitgebreid met een aantal nieuwe verzekeringen, het Landbouwbelang en de afdeling depots, de Vereniging voor Landbouwonderwijs, de Landbouwwinterschool, de afdeling inspectie, de Bond van Pluimveehouders, de Bond van Bijenhouders, de Vereniging tot verbetering van den Wolhandel in Limburg, een controle van weegbruggen, een vereniging van jonge boeren en de Provinciale Limburgsche Vereeniging Eigen Erf. In 1938 waren daar nog bijgekomen de boerinnenorganisatie, het boekhoudbureau, en enkele andere instellingen met specifieke doelen. Daarnaast kende de LLTB een aantal ‘erkende instellingen’ die door de LLTB goedgekeurd waren en waarin de LLTB meestal een bestuurszetel had. In de laatste jaren voor de Tweede Wereldoorlog werd een begin gemaakt met de opbouw van een organisatie voor jonge boerinnen.

### Tweede Wereldoorlog
Op de Algemene Ledenvergadering van zaterdag 13 juli 1935 werd het volgende besluit inzake lidmaatschap van de NSB van het Hoofdbestuur voorgelegd ter besluitvorming. Het LLTB hoofdbestuur heeft besloten dat het lidmaatschap van een nationaal-socialistische organisatie onverenigbaar is met het lidmaatschap van de LLTB. Leden die ook lid zijn van een dergelijke organisatie worden per 1 januari 1936 ontslag verleend als lid van de LLTB. Dit onder applaus van de algemene ledenvergadering. 

In 1941 werd de LLTB genoodzaakt zijn werk neer te leggen. De nationaalsocialistische landbouworganisaties probeerden steeds meer invloed in de organisatie te krijgen. Uiteindelijk werd Damave door Seyss-Inquart benoemd tot commissaris van de LLTB, waarop alle bestuursleden en personeel hun ontslag indienden. Daarbij speelde mee dat de bisschoppen dreigden leden van onder nationaalsocialistisch bestuur opererende landbouwbonden de sacramenten te onthouden. Veel bestuurs- en personeelsleden van de LLTB vonden een nieuwe werkplek binnen andere, wel nog zelfstandige landbouworganisaties en -coöperaties. De Landstand kwam in Limburg niet van de grond.

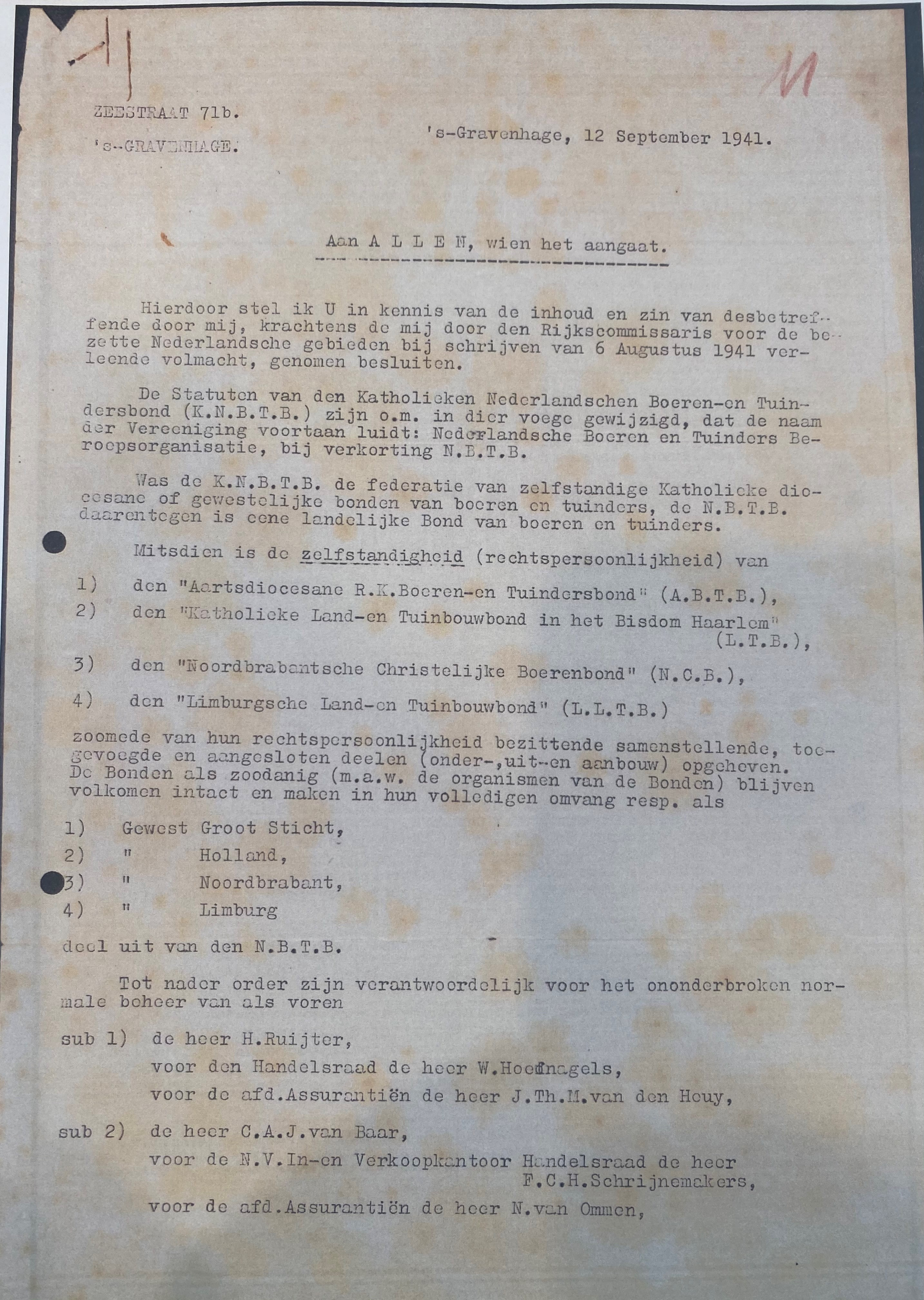

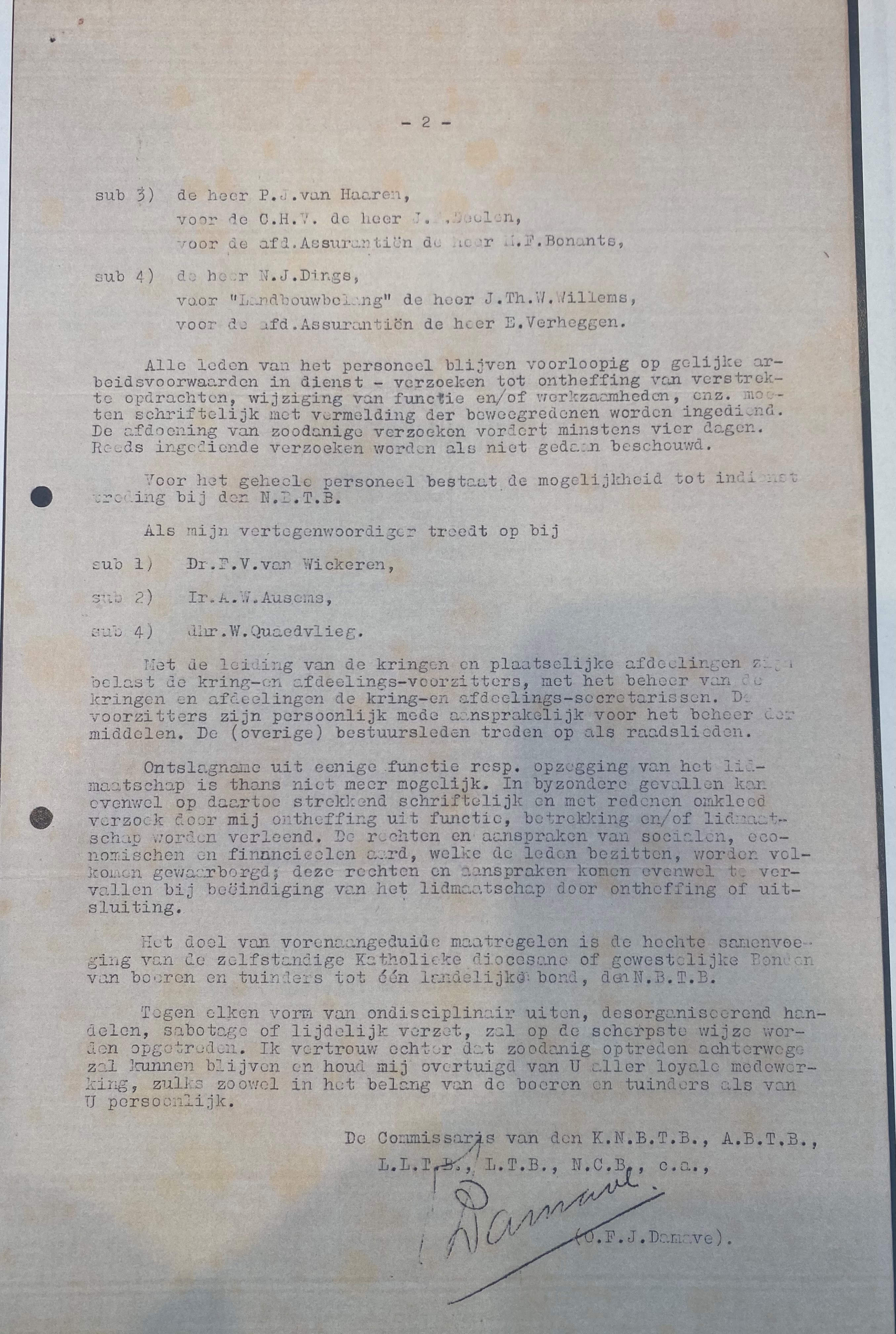

### Landbouwschap
Tegen het eind van de Tweede Wereldoorlog ontstond een discussie binnen de Limburgse agrarische wereld over de organisatie van de boerenstand na de bevrijding. Een stroming pleitte voor een neutrale technisch-economische organisatie met daarnaast een katholieke standsorganisatie, alleen gericht op vorming. Deze stroming wilde de LLTB niet heroprichten maar meteen een andere organisatie vormen. De andere stroming, geleid door de voormannen van voor de oorlog, wilde de LLTB zoals zij voor de oorlog bestond heroprichten om van daaruit een neutrale bedrijfsorganisatie op te richten. Uiteindelijk is de oude LLTB heropgericht met een verjongd bestuur en verminderde invloed van directeur en geestelijk leider ir. J. Bemelmans. In de jaren 1940 is toch al de Stichting voor de Landbouw opgericht, een publiekrechtelijke bedrijfsorganisatie die zich later zou ontwikkelen tot het Landbouwschap. Binnen de provinciale raad van het Landbouwschap in Limburg had de LLTB een erg machtige stem. Ook intern is de LLTB na 1945 ‘in organisatorische vorm sterk veranderd’. Aan de ene kant nam de agrarische beroepsbevolking steeds verder af. Aan de andere kant kregen de vaktechnische organisaties steeds meer invloed.

### 1950-2000 Agrarisch Limburg in beweging
In 1963 onderzocht een commissie namens het hoofdbestuur de levensvatbaarheid van de lokale afdelingen. De commissie concludeerde dat vooral enkele afdelingen in Zuid-Limburg niet levensvatbaar waren. Die afdelingen zouden op economisch gebied moeten gaan samenwerken in een coöperatie met andere afdelingen. Door de hoge eisen die aan agrariërs gesteld zouden worden wegens het Nederlands lidmaatschap van de EEG zouden kleine afdelingen niet meer rendabel zijn. In 1975 werd aan een commissie opdracht gegeven met een plan te komen voor schaalvergroting van de afdelingen en in 1985 adviseerde de structuurcommissie opnieuw om de plaatselijke afdelingen te laten samenwerken in coöperatieve aan- en verkoopverenigingen. Naar aanleiding van het structuurrapport adviseerde een werkgroep onder leiding van de voorzitter van de LLTB, P. van Horen, in 1989 om het aantal kringen terug te brengen tot acht. Volgens dat rapport moest het hoofdbestuur ook het voortouw nemen om te kleine afdelingen te laten fuseren. In 1991 was de fusie van de kringen een feit. Tussen 1966 en 1995 nam het aantal afdelingen af van 189 tot 87.
Ter ere van het 100-jarig bestaan van de LLTB is in 1996 bijgevoegde documentaire gemaakt. Video LLTB 100 jaar De film bestaat uit sfeer-, actie- en archiefbeelden, die gedurende vier seizoenen werden gemaakt in de diverse agrarische sectoren in Limburg.
Na het 100-jarig jubileum (1996) werd de grootste organisatorische verandering tot dan toe op poten gezet. Doordat de rijkssubsidie op de Sociaaleconomische Voorlichtingsdienst (SEV) stopte, werd de LLTB genoodzaakt steeds marktgerichter te werken. Daarom werd al in 1995 besloten de verschillende adviesdiensten van de LLTB onder te brengen in de LLTB-Adviesgroep (het huidige Arvalis) en meer dienstverlening op maat en tegen betaling te verrichten. In 1998 werd het aantal kringen teruggebracht van acht naar vier. Een jaar later werd de visie voor de komende jaren, Limburgs Land-Goed, gepresenteerd. Die visie sloot aan bij de visie van de Werkgroep 2000 en samen zorgden deze visies voor een reorganisatie van de LLTB. In 2000 werden de adviesdiensten ondergebracht in een BV en ‘besluiten genomen om de vereniging te splitsen, de juridische zelfstandigheid van afdelingen en vaktechnische organisaties op heffen en de besturing van de organisatie te wijzigen’. 

### 2000-heden
De algemene vergadering van de LLTB besluit in 2004 tot een niet vertegenwoordigend bestuursmodel voor het hoofdbestuur. Het bestuur zal bestaan uit 6 bestuursleden en 1 voorzitter. In 2017 besluiten de rLTO`s dat de regionale vakgroepen zullen opgaan in landelijke LTO vakgroepen. In 2018 besluit de LLTB ledenraad om de 10 regionale afdelingen te laten fuseren tot 3 robuuste regio`s.

### LLTB 125 jaar
Op 10 november 2021 bestond de LLTB 125 jaar. Vanwege de coronapandemie zou dit een jaar later worden gevierd namelijk op vrijdag 23 september en zondag 25 september 2022 in Openluchtmuseum Eynderhoof. In het kader van het 125-jarig jubileum van de Limburgse Land- en Tuinbouwbond (LLTB) heeft de belangenbehartiger van agrarische ondernemers in Limburg een documentaire "Vanaf de velden" gemaakt waarin vier leden een jaar lang camera's toelieten op hun bedrijf en in hun privéleven. Het resultaat is een tijdsdocument dat het ware platteland laat zien en wat boeren, tuinders én de mens achter de ondernemer drijft.

## Huisvesting

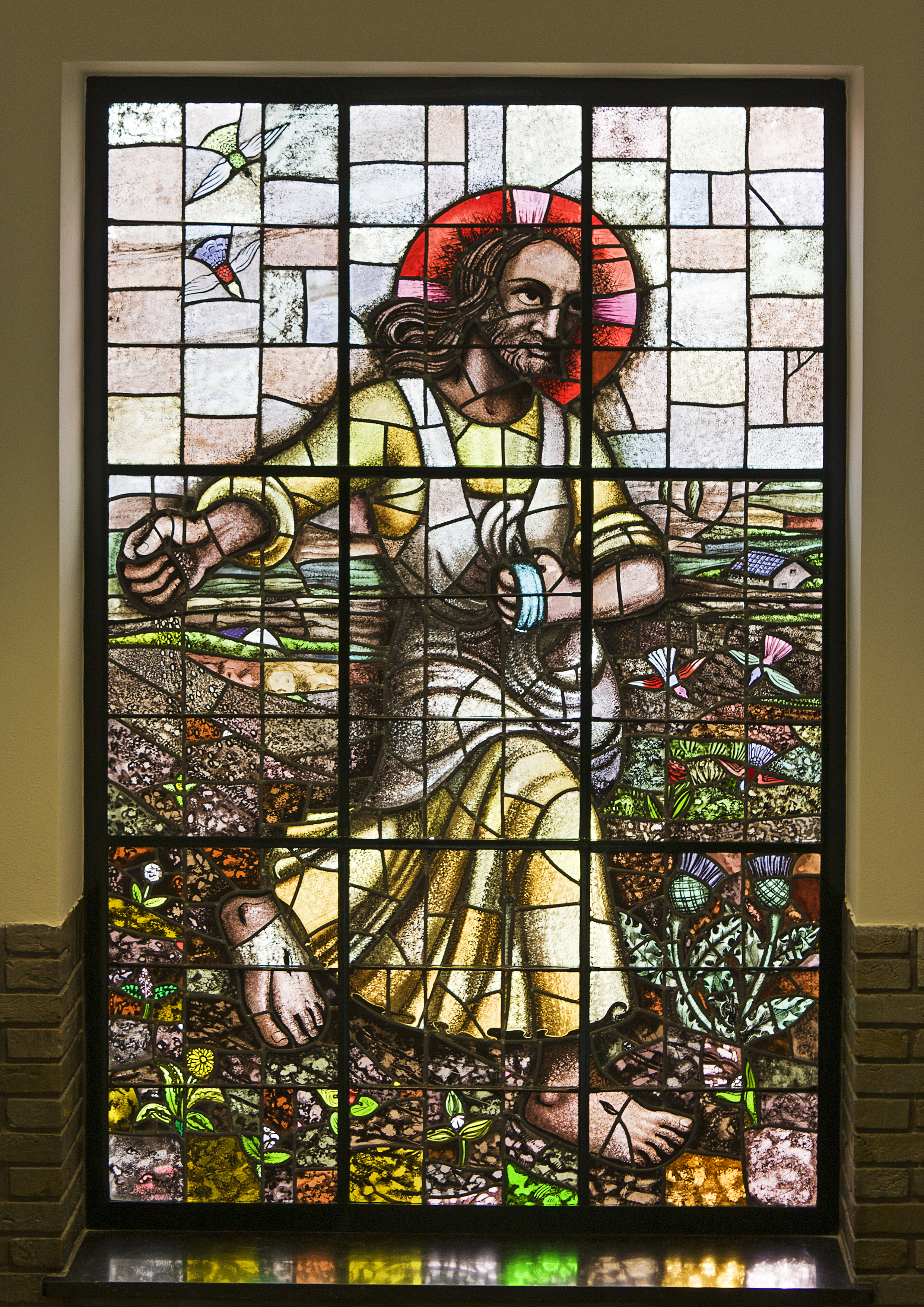
Zaaier

In 1911 ging de bond ertoe over een kantoor te huren in het Christoffelhuis te Roermond. In dat jaar werd de eerste medewerker, de heer Tops, aangesteld. Al spoedig bleek het gehuurde kantoor te klein, zodat er in 1914 een groter pand aan het Stationsplein te Roermond werd betrokken. In 1919 verplaatste de bond zijn zetel naar het voormalig hotel "Lion d`Or" in de Neerstraat te Roermond, waar vanaf 1 december van dat jaar het Landbouwhuis werd gevestigd. De algemene vergadering van 26 juni 1939 nam een belangrijke beslissing, toen zij het hoofdbestuur machtiging verleende om over te gaan tot de bouw van een nieuw Landbouwhuis. Het gebouw in de Neerstraat was door de uitbreiding van de Bondswerkzaamheden en van de landbouwcrisisorganisatie te klein geworden. Op 23 juni 1941 werd het nieuwe Landbouwhuis op de Wilhelminasingel 25 te Roermond plechtig ingezegend en hield Ir. Bemelmans de feestrede. In september 1941 nam de Nederlandse Landstand haar intrede in het Landbouwhuis, waarna de LLTB zich tijdelijk ophief. Het Landbouwhuis bleef tot augustus 1944 in gebruik bij de gelieerde instellingen van de LLTB en de Voedselcommissaris. Door Damave (Landstand) werden de gebouwen voor f 250.000 verkocht aan de Rijksgebouwendienst. In augustus 1944 werden zij in gebruik genomen door de Duitse Wehrmacht. (LLTB Verslag over de jaren 1941-1945 en 1946) In 1946 kreeg de LLTB de gebouwen weer terug in haar bezit. In augustus 2008 besluiten de KvK Limburg, LLTB, LWV en MKB Limburg tot huisvesting in het Landbouwhuis en het erachter gelegen voormalige Ursulinenklooster. Een grondige verbouwing en restauratie van de panden, beide Rijksmonument, zijn nodig. Op 1 april 2012 werd het gerenoveerde kantoor geopend.

### Publicaties
- "Op goede grond" (2012) ter gelegenheid van de opening van het gerenoveerde kantoor
- Gedenkboek van den Limburgschen Land- en Tuinbouwbond 1901-1926